# Octanagem
Octanagem ou índice de octano, é o índice de resistência à detonação de combustíveis usados em motores no ciclo de Otto (como gasolina, álcool, GNV e GPL Auto). O índice faz relação de equivalência à resistência de detonação de uma mistura percentual de isoctano (2,2,4 trimetilpentano) e n-heptano. Assim, uma gasolina de octanagem 87 apresenta resistência de detonação equivalente a uma mistura de 87% de isoctano e 13% de n-heptano. Entretanto, são possíveis valores superiores a 100 para a octanagem; uma gasolina com octanagem 120 apresentará na mesma escala uma resistência 20% superior à do isoctano. A octanagem não é única, pois varia conforme a rotação do motor; para isso existem os índices RON e MON com os motores operando, respectivamente, a 600 e 900 rpm.
A octanagem não tem correspondência com a qualidade do combustível. Porém, motores mais potentes exigem maiores compressões e, por consequência, combustíveis mais resistentes à ignição espontânea. Potência e rendimento ótimos são sempre obtidos a partir de combustíveis de octanagem compatível com o projeto do motor.
Para a regulagem do índice de octano, podem ser utilizados aditivos, tais como o tetraetilchumbo Pb(C2H5)4 e o tetrametilchumbo, Pb(CH3)4, adicionados em quantidades de 0,08 a 0,09 cm³ por litro.
Atualmente, no Brasil, Portugal e em outros países que falam português, estes aditivos são proibidos devido a sua alta toxicidade. Em vez disso, utiliza-se o álcool etílico (C2H5OH), cujo teor varia, historicamente, entre 13 e 25% em volume. Assim, não se comercializa gasolina sem álcool (gasolina A), mas somente aquela com adição de álcool etílico anidro (gasolina C).

## Valores típicos de octanagem no combustível brasileiro
A gasolina tipo A é a gasolina sem álcool, ou seja, conforme ela é produzida nas refinarias ou petroquímicas. No Brasil, por lei, é obrigatória a adição de álcool (27%), gerando-se assim a gasolina C, que é vendida nos postos. O Brasil foi um dos primeiros países do mundo a abolir o uso do chumbo (nocivo à saúde) na gasolina, em 1991.
Gasolina tipo C (Sem chumbo):
- Comum - 87 IAD (91 RON)
- Premium - 93 IAD (98 RON)
- Podium (BR Distribuidora) - 95 IAD (102 RON)
- OctaPro (Ipiranga) - 96 IAD (103 RON)

Algumas gasolinas oficiais:
- Gasolina do tipo C comum, por exemplo Gasolina Especial C/Texaco - índice de octano 87 IAD
- Gasolina do tipo C aditivada, por exemplo Gasolina Plus/Texaco: índice de octano 87 IAD
- Gasolina do tipo C premium, por exemplo Gasolina Premium/Texaco - índice de octano 91 IAD:
- Gasolina do tipo C, por exemplo Podium/BR: índice de octano 95 IAD
- Gasolina de aviação: índice de octano 80 - 145 Resolução ANP n° 5 de 2009
- Álcool etílico anidro: índice de octano 100

## Valores típicos da gasolina sem chumbo na Europa
O uso da gasolina com chumbo acabou em 2021, quando o a Argélia (o último país do mundo que ainda usava) terminou a sua utilização.
Na Europa os índices de octano da gasolina sem chumbo os seguintes:
- Gasolina sem chumbo 95 - índice de octano 95 (RON)
- Gasolina sem chumbo 98 - índice de octano 98 (RON)
- Gasolina sem chumbo 100 - índice de octano 100 (RON. Apenas alguns distribuidores fornecem este combustível, nomeadamente a BP)

## Métodos de determinação do número de octano
Distinguem-se dois tipos de números de octano (popularmente referidos por octanagem).
Método MON (Motor Octane Number) ou método Motor - ASTM D2700 - avalia a resistência da gasolina à detonação, na situação em que o motor está em plena carga e em alta rotação.
Método RON (Research Octane Number) ou método Pesquisa - ASTM D2699 - avalia a resistência da gasolina à detonação, na situação em que o motor está carregado e em baixa rotação (até 3000 rpm).
Alguns países utilizam a octanagem MON, RON, e outros o Índice de Octanagem IAD (Índice Antidetonante) = (MON + RON)/2. Para uma mesma gasolina, o RON tem um valor típico superior ao MON de até 10 octanas. Portanto, ao comparar gasolinas de diferentes países é importante verificar se está sendo utilizada a mesma base (MON, RON ou IAD).